# Micro FIKO Data EXchange
Digital One Line Link (DOLLx8) est un protocole série et un système de transfert de données utilisé comme un mini-LAN dans les véhicules, le domaine de la marine, de l'aviation, les laboratoires, chez soi et dans tous les systèmes automatisés. DOLLx8 utilise les technologies embedded microcontrôleur et peut interfacer avec de multiples ports RS-232, RS-422, RS-485 via un simple point d'entrée, comme défini sous Common Hybrid Interface Protocol System (CHIPS). 
Dans le monde actuel de la communication, la plupart des personnes connaissent les systèmes LAN utilisés dans les ordinateurs, mais peu d'entre eux savent qu'il est aussi possible de construire des petits systèmes LAN qui sont basés sur des protocoles RS (Recommended Standard) comme RS-232 ou RS-485 où les liens RS-232 entre les équipements sont limités à 16 mètres alors que le RS-485 est limité à 1 200 mètres. DOLLx8 peut aussi être relié au  Bluetooth, Wi-Fi ou VHF pour les communications sans fils.  
Parce que le RS-232 est normalement un protocole point à point, DOLLx8 est capable de regrouper plusieurs connexions RS-232 en une seule, et de même, le port RS-232 est capable de regrouper tous les ports d'entrée/sortie en utilisant une structure de protocole via des micro-contrôleurs. Et donc, il permet d'additionner plusieurs dispositifs RS-232 en un seul port qui peut être connecté à des embedded PC i.e. Ce point d'entrée peut également être un port USB à condition d'utiliser un convertisseur USB/RS-232.

## Présentation
Après plusieurs années de Recherche et développement (R&D) en Europe, Nouvelle-Zélande et en Thaïlande, dans les années 1990, le groupe de sociétés FIKO et son équipe dirigée par le norvégien ingénieur, introduit la première partie du Common Hybrid Interface Protocol System (“CHIPS”) appelé Digital One Line Link or "DOLL". En 2003, le groupe FIKO introduit le premier CHIPS fonctionnel au monde, qui est représenté aujourd'hui par DOLL version 1.0. Le but d'un tel travail intensif de R&D était de permettre aux différents systèmes de communication utilisés dans l'avionique, la marine, les bureaux, chez soi, dans les ateliers  et les bâtiments automatisés, de communiquer au travers d'un système BUS d'interface secondaire commune sans avoir de problèmes d'interface et de communication qui apparaissent fréquemment en mixant des systèmes protocoles.

## Les utilisations de DOLLx8
Comme DOLLx8 agit comme CHIPS, il permet aussi l'utilisation de l'interface série de clavier de PC pour transmettre et recevoir les codes ASCII comme moyens de données de communication. Cela permet un grand avantage pour l'utilisation. Par exemple dans les simulateurs ou l'application de logiciels, où les commandes principales sont requises pour les embedded, la gestion à distance automatisée de fonction de logiciel et les contrôles, ainsi que les applications où plusieurs opérateurs nécessitent un accès au même logiciel sans désirer utiliser plusieurs ordinateurs.
DOLLx8 peut être utilisé de deux façons Star Network et réseau série, où i.e plusieurs branches de l'étoile peuvent être mises en cascade. De cette façon, il est possible d'utiliser différentes formes de standards  comme l'exemple d'un réseau étoile pour RS-232, un autre pour RS-485, un pour le BlueTooth, un autre pour le Wi-Fi, etc. et à la fin, tous peuvent être connectés dans un unique RS-232 ou un port USB, faisant de lui le plus petit et le plus flexible système de mini-LAN pour les véhicules i.e., les laboratoires, les hôpitaux, chez soi et l'automatisation des bureaux. DOLLx8 combine des communications courtes, longues et sans files, en  une structure de protocole unique qui peut ainsi connecter et communiquer avec le bus CAN utilisé dans les véhicules.

## DOLLx8 et sa structure ID
DOLLx8 utilise une structure ID unique, similaire à celle qu'utilise USB et chaque produit doit obtenir un tel ID de son inventeur ou utiliser le prototype ID qui est 270F en HEX ou 9999 en DEC. Les micro-contrôleurs DOLLx8 pré-programmés pour le prototypage sont disponibles où les développeurs peuvent aussi obtenir des DLL's et autres outils de développement afin de manipuler le protocole DOLLx8.

## À propos du logo DOLL
L'image montrée est le logo officiel de DOLLx8. Le logo montre l'unité DOLLx8 esclave (en carré noir) et l'unité DOLLx8 maître (en carré blanc). Quant aux deux lignes de chaque côté du maître, elles sont le symbole d'une communication réseau. 

## Les avantages de l'utilisation de DOLLx8
L'avantage de l'utilisation de DOLLx8 réside dans l'instrumentation, où les données de plusieurs instruments ont besoin d'être reliées en un seul point de connexion comme RS-232 ou USB. Par exemple, dans les véhicules tels les ambulances, plusieurs instruments sont installés et ils nécessitent l'utilisation de plusieurs ports de communication. En regroupant toutes ces combinaisons de ports et de protocoles dans DOLLx8, il est possible de collecter toutes ces données en une source unique comme un PDA ou un embedded PC pour ensuite les transmettre directement de l'ambulance vers l'hôpital en utilisant un modem GSM pour les transferts GPRS/EDGE. L'hôpital sera ensuite capable d'évaluer en temps réel les données concernant le patient alors que l'ambulance sera encore sur la route.